# Serieåret 2017

## Pristagare
- Lena Nyman-priset: Liv Strömquist
- Adamsonstatyetten: Gert Lozell

## Utgivning
- I paradisets källare av Julia Hansen
- Ta mig härifrån av Emma Ahlqvist
- I slutet av regnbågen av Bitte Andersson
- Vei (Bok 1) av Sara Bergmark Elfgren och Karl Johnsson

## Avlidna
- 25 januari – Jack Mendelsohn, 90, amerikansk serietecknare.